# Sindaci di Bondeno
Di seguito l'elenco cronologico dei sindaci di Bondeno e delle altre figure apicali equivalenti che si sono succedute nel corso della storia.

## Regno d'Italia (1861-1946)
| Periodo | Periodo | Primo cittadino      | Partito | Carica      | Note |
| ------- | ------- | -------------------- | ------- | ----------- | ---- |
| 1860    | 1861    | Giuseppe Bottoni     |         | Sindaco     |      |
| 1861    | 1863    | Giuseppe Cottica     |         | Sindaco     |      |
| 1863    | 1867    | Gaetano Vandelli     |         | Sindaco     |      |
| 1867    | 1871    | Carlo Pironi         |         | Sindaco     |      |
| 1871    | 1872    | Guido Farolfi        |         | Sindaco     |      |
| 1872    | 1881    | Quirino Torri        |         | Sindaco     |      |
| 1881    | 1887    | Lodovico Sani        |         | Sindaco     |      |
| 1887    | 1890    | Luigi Frignani       |         | Sindaco     |      |
| 1890    | 1891    | Luciano Bignozzi     |         | Sindaco     |      |
| 1891    | 1907    | Carlo Torri          |         | Sindaco     |      |
| 1907    | 1908    | Domenico Borsatti    |         | Comm. pref. |      |
| 1908    | 1910    | Lodovico Sani        |         | Sindaco     |      |
| 1910    | 1920    | Ugo Lugli            |         | Sindaco     |      |
| 1920    | 1921    | Arturo Cavallari     |         | Sindaco     |      |
| 1921    | 1923    | Edoardo Vento        |         | Comm. pref. |      |
| 1923    | 1927    | Alessandro Marianti  |         | Sindaco     |      |
| 1927    | 1928    | Alessandro Marianti  |         | Podestà     |      |
| 1928    | 1928    | Marco Calura         |         | Comm. pref. |      |
| 1928    | 1929    | Umberto Bettarini    |         | Comm. pref. |      |
| 1929    | 1938    | Giuseppe Covezzi     |         | Podestà     |      |
| 1938    | 1941    | Antonio Aroldo Torri |         | Comm. pref. |      |
| 1941    | 1941    | Mario Temussi        |         | Comm. pref. |      |
| 1941    | 1942    | Giuseppe Pavani      |         | Comm. pref. |      |
| 1942    | 1943    | Mario Boari          |         | Comm. pref. |      |
| 1943    | 1944    | Luigi Pinca          |         | Comm. pref. |      |
| 1944    | 1945    | Giuseppe Golinelli   |         | Comm. pref. |      |
| 1945    | 1945    | Arturo Cavallari     |         | Comm. pref. |      |
| 1945    | 1946    | Demetrio Tassinari   |         | Sindaco     |      |

## Repubblica italiana (dal 1946)
| Sindaci eletti dal Consiglio comunale (1946-1995)    | Sindaci eletti dal Consiglio comunale (1946-1995) | Sindaci eletti dal Consiglio comunale (1946-1995) | Sindaci eletti dal Consiglio comunale (1946-1995) | Sindaci eletti dal Consiglio comunale (1946-1995) | Sindaci eletti dal Consiglio comunale (1946-1995) | Sindaci eletti dal Consiglio comunale (1946-1995) | Sindaci eletti dal Consiglio comunale (1946-1995) |          |
| Nominativo                                           | Partito                                           | Partito                                           | Giunta                                            | Giunta                                            | Mandato                                           | Mandato                                           | Elezione                                          | Elezione |
| Nominativo                                           | Partito                                           | Partito                                           | Giunta                                            | Giunta                                            | Inizio                                            | Fine                                              | Elezione                                          | Elezione |
| ---------------------------------------------------- | ------------------------------------------------- | ------------------------------------------------- | ------------------------------------------------- | ------------------------------------------------- | ------------------------------------------------- | ------------------------------------------------- | ------------------------------------------------- | -------- |
| Ercoliano Zerbini                                    | ?                                                 | ?                                                 | ?                                                 | ?                                                 | 1946                                              | 1952                                              | 1946                                              |          |
| Adelmiro Pasqualini                                  | ?                                                 | ?                                                 | ?                                                 | ?                                                 | 1952                                              | 1960                                              | 1952                                              |          |
| Enzo Borsari                                         | ?                                                 | ?                                                 | ?                                                 | ?                                                 | 1960                                              | 1970                                              | 1960                                              |          |
| Nino Bergamini                                       | ?                                                 | ?                                                 | ?                                                 | ?                                                 | 1970                                              | 1975                                              | 1970                                              |          |
| Bracciano Lodi                                       |                                                   | Partito Comunista Italiano                        | ?                                                 | ?                                                 | 1975                                              | 1990                                              | 1975                                              |          |
| Daniele Biancardi                                    |                                                   | Partito Socialista Italiano                       | ?                                                 | ?                                                 | 1990                                              | 1995                                              | 1990                                              |          |
| Claudio Campini                                      |                                                   | Partito Democratico della Sinistra                | ?                                                 | ?                                                 | 1995                                              | 23 aprile 1995                                    | 1990                                              |          |
| Sindaci eletti direttamente dai cittadini (dal 1995) |                                                   |                                                   |                                                   |                                                   |                                                   |                                                   |                                                   |          |
| Nominativo                                           | Partito                                           | Partito                                           | Coalizione                                        | Coalizione                                        | Mandato                                           | Mandato                                           | Elezione                                          | Elezione |
| Nominativo                                           | Partito                                           | Partito                                           | Coalizione                                        | Coalizione                                        | Inizio                                            | Fine                                              | Elezione                                          | Elezione |
| Ettore Campi                                         |                                                   | Partito Popolare Italiano                         |                                                   | PDS-SI-PPI                                        | 23 aprile 1995                                    | 13 giugno 1999                                    | 1995                                              |          |
| Davide Verri                                         |                                                   | Alleanza Nazionale                                |                                                   | AN                                                | 13 giugno 1999                                    | 13 giugno 2004                                    | 1999                                              |          |
| Davide Verri                                         |                                                   | Alleanza Nazionale                                | AN-FI-UdC                                         | 13 giugno 2004                                    | 7 giugno 2009                                     | 2004                                              |                                                   |          |
| Alan Fabbri                                          |                                                   | Lega Nord                                         |                                                   | LN-PdL                                            | 7 giugno 2009                                     | 25 maggio 2014                                    | 2009                                              |          |
| Alan Fabbri                                          |                                                   | Lega Nord                                         | LN-FI-UdC-Liste civiche                           | 25 maggio 2014                                    | 29 gennaio 2015                                   | 2014                                              |                                                   |          |
| Cristina Coletti Sindaco f.f.                        |                                                   | Forza Italia                                      | LN-FI-UdC-Liste civiche                           | 29 gennaio 2015                                   | 31 maggio 2015                                    | 2014                                              |                                                   |          |
| Fabio Bergamini                                      |                                                   | Lega Nord                                         |                                                   | LN-FI-Liste civiche                               | 31 maggio 2015                                    | 16 aprile 2020                                    | 2015                                              |          |
| Simone Saletti Sindaco f.f.                          |                                                   | Indipendente                                      | 16 aprile 2020                                    | LN-FI-Liste civiche                               | 22 settembre 2020                                 |                                                   | 2015                                              |          |
| Simone Saletti                                       |                                                   | Indipendente                                      | LSP-FdI-Liste civiche                             | 22 settembre 2020                                 | in carica                                         | 2020                                              |                                                   |          |